# Biathlon-Junioreneuropameisterschaften 2017
Die Biathlon-Junioreneuropameisterschaften 2017 wurden vom 1. bis 5. Februar 2017 im tschechischen Nové Město na Moravě ausgetragen. Sie fanden wie im Vorjahr getrennt von den Biathlon-Europameisterschaften 2017 statt.

## Medaillenspiegel
| Platz | Land        |   |   |   |   |
| ----- | ----------- | - | - | - | - |
| 1     | Tschechien  | 3 | 1 | 1 | 5 |
| 2     | Russland    | 2 | 2 | 1 | 5 |
| 3     | Deutschland | 1 | – | – | 1 |
| 4     | Frankreich  | – | 1 | – | 1 |
| 4     | Kanada      | – | 1 | – | 1 |
| 4     | Österreich  | – | 1 | – | 1 |
| 7     | Ukraine     | – | – | 2 | 2 |
| 8     | Polen       | – | – | 1 | 1 |
| 8     | Belarus     | – | – | 1 | 1 |

Endstand nach 6 Wettbewerben

## Zeitplan
| Datum            | Männer | Männer               | Frauen | Frauen             |
| ---------------- | ------ | -------------------- | ------ | ------------------ |
| 2. Februar (Do.) | 13:30  | Einzel (15 km)       | 10:00  | Einzel (12,5 km)   |
| 4. Februar (Sa.) | 13:00  | Sprint (10 km)       | 10:00  | Sprint (7,5 km)    |
| 5. Februar (So.) | 13:00  | Verfolgung (12,5 km) | 10:00  | Verfolgung (10 km) |